# Secure Digital High Capacity

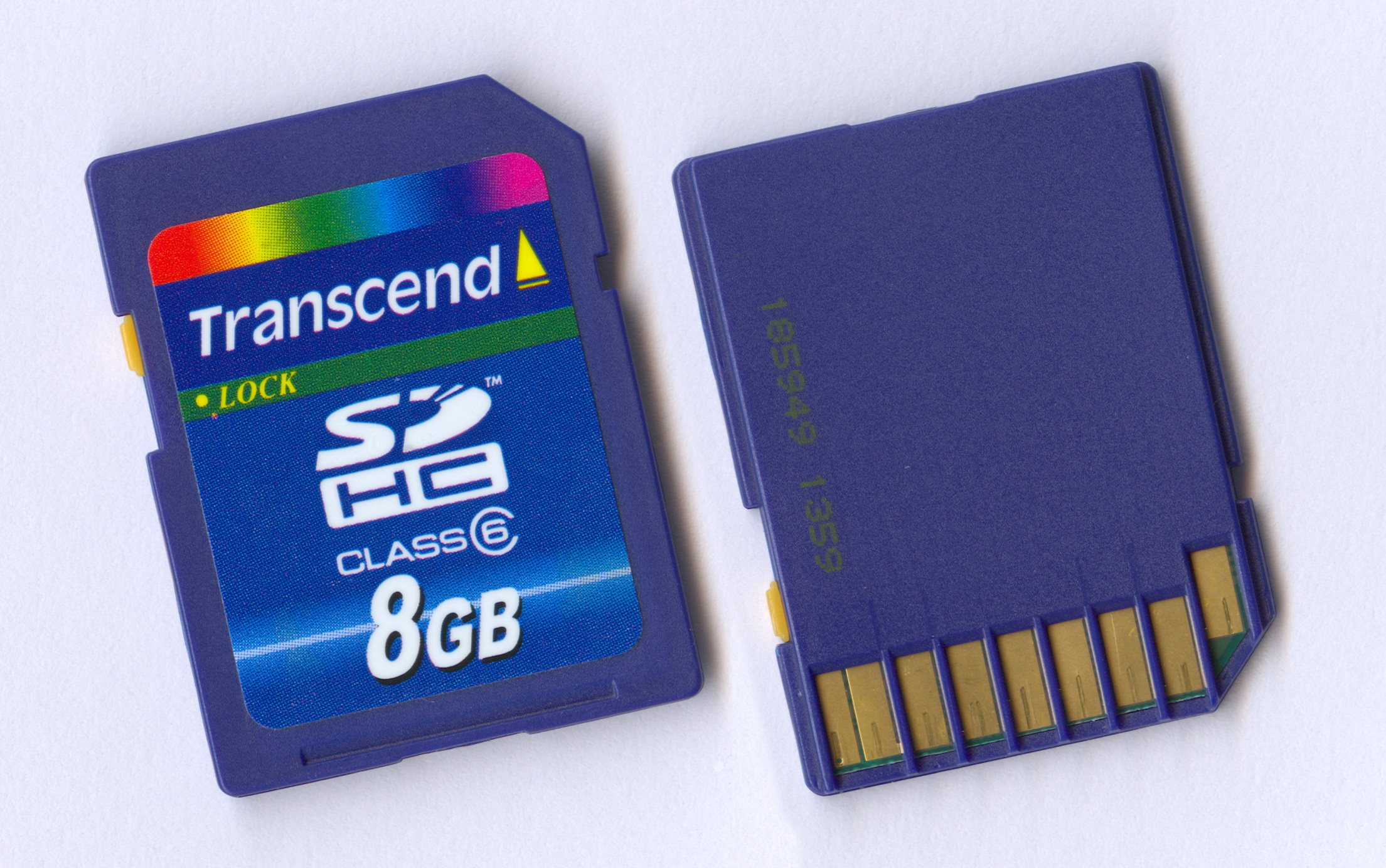
Cartões SDHC de 8GB

Os cartões de memória do tipo SDHC são uma versão melhorada dos usuais SD. Eles estão numa nova categoria de desempenho de cartões de memória SD projetados para atender às demandas das câmeras de vídeo e câmeras fotográficas digitais de alta qualidade e outros dispositivos de gravação de imagens de alta resolução. 
Classes de memória SDHC
À medida que a procura de cartões SD cresceu, começaram a ser utilizados em uma grande variedade de dispositivos. A velocidade de transferência de dados exigida por diferentes dispositivos variados. Para atender às exigências de transferência de dados específicos de velocidade desses dispositivos, os cartões SDHC foram produzidos com especificações de velocidade diferentes. Todos esses cartões não são criados iguais. Eles são diferenciados em classes, de acordo com um "Speed Class Rating". Isto assegurou que um dispositivo em que um cartão de memória SDHC foi ajustado, foi capaz de utilizar plenamente a sua capacidade.
A declaração da especificação SDHC 2,0 criada uma classificação oficial de cartões SDHC, de acordo com a velocidade de transferência de dados (DTS). As diferenças são puramente baseadas na velocidade de transferência de dados. As classes de cartão de memória SDHC, juntamente com a sua velocidade de transferência de dados possível máxima são os seguintes:
| Classes SDHC   | Velocidades               | Ideal Para                                                                |
| -------------- | ------------------------- | ------------------------------------------------------------------------- |
| SDHC Classe 2  | 2 MB/seg (16 Mbit/seg)    | Cameras Digitais de Baixa Resolução                                       |
| SDHC Classe 4  | 4 MB/seg (32 Mbit/seg)    | Cameras Digitais de Média Resolução e Filmadoras de Definição Padrão      |
| SDHC Classe 6  | 6 MB/seg (48 Mbit/seg)    | Cameras Digitais de Alta Resolução e Filmadoras de Alta-Definição         |
| SDHC Classe 10 | 10 MB/seg (80 Mbit/seg)   | Cameras Digitais de Alta Resolução e Filmadoras de Alta-Definição         |
| SDHC Classe 16 | >16 MB/seg (128 Mbit/seg) | Cameras Digitais de Alta Resolução (*DSLR) e Filmadoras de Alta-Definição |

- Uma câmera reflex monobjetiva digital (SRL digital ou DSLR "digital single-lens reflex cameras") é uma câmera digital que usa um sistema mecânico de espelhos e um pentaprisma para direcionar a luz da lente para um visor óptico na parte traseira da câmera.

As duas últimas classes (SDHC Classe 10, Classe 16) foram introduzidas recentemente por Pretec, Panasonic e Toshiba para atender as velocidades de dados de alta transmissão exigidos por câmaras de vídeo HD e câmeras DSLR. É essencial que você leia as especificações de um cartão de memória SDHC, antes de comprá-lo. Os custos destes cartões de memória variam de acordo com a velocidade de transferência de dados que oferecem. Os cartões com a maior velocidade de transferência de dados são a classe 10 cartões SDHC enquanto aqueles com a menor velocidade de transferência de dados é o cartão de classe 2. Se você fizer uma comparação entre cartões SDHC classe 6 com os cartões de classe 10, a diferença na sua velocidade não vai afetar muito o desempenho da filmadora[carece de fontes?].
Apesar do tamanho idêntico ao dos cartões SD padrão atuais, os novos cartões SDHC foram projetados de maneira diferente e só são reconhecidos por dispositivos host SDHC. Para garantir a compatibilidade, observe o logotipo SDHC nos cartões e nos dispositivos host (câmeras, filmadoras, etc.). A maioria dos dispositivos que aceitam cartões SD com mais de 4GB automaticamente aceitam SDHC, já que só existem cartões SD até 4GB, e, para encurtar as especificações, algumas empresas colocam somente 'SD' em vez de 'SDHC'.
Existe também o microSDHC que é uma versão menor com cerca de 1,5cm por 1,1cm.